# 4-(Dimethylamino)pyridin
4-(Dimethylamino)pyridin (Abk.: DMAP oder 4-DMAP) ist ein substituiertes Pyridin.

## Eigenschaften
4-(Dimethylamino)pyridin ist ein bei Zimmertemperatur unangenehm und schwach aminartig riechender Feststoff. Löst man bei 20 °C 60 Gramm 4-(Dimethylamino)pyridin in 1 Liter Wasser, beträgt der pH-Wert dieser Lösung circa 11. Der Flammpunkt liegt bei  124 °C und die Zündtemperatur beträgt 420 °C. Die Schüttdichte von 4-(Dimethylamino)pyridin beträgt 520 kg·m−3.

## Verwendung
4-(Dimethylamino)pyridin wird in der organischen Chemie als nucleophiler Katalysator verwendet. Häufig wird 4-(Dimethylamino)pyridin als Katalysator für die Veresterung von sterisch anspruchsvollen sekundären und tertiären Alkoholen mit Carbonsäureanhydriden unter milden Bedingungen eingesetzt (Steglich-Katalysator).
Im Weiteren wird DMAP auch zum Phasentransfer von Nanopartikeln von Toluol zu Wasser eingesetzt. Es bildet an deren Oberfläche eine nach außen hin positiv geladenen Monolage, welche durch die Abstoßungskräfte ein Verklumpen der Nanopartikel verhindert. Die Pyridinschicht lässt sich später relativ leicht durch andere funktionelle Gruppen ersetzen.

## Sicherheitshinweise
Nach Einatmen der Stäube dieser Chemikalie können Reizerscheinungen an den Atemwegen, Benommenheit, Übelkeit, Schläfrigkeit und Kopfschmerzen auftreten. Wird die Chemikalie inhaliert, kann das Ödeme im Respirationstrakt des Körpers bewirken. Nach Kontakt mit Haut und Augen treten Reizungen, nach dem Verschlucken Durchfall, Übelkeit und Erbrechen auf. Dementsprechend sollte man den Staub von 4-(Dimethylamino)pyridin nicht einatmen, bei der Arbeit mit dem Stoff geeignete Schutzhandschuhe (bspw. aus Nitrilkautschuk) und Schutzkleidung tragen. 4-(Dimethylamino)pyridin ist stark wassergefährdend und hat deshalb die WGK 3. Dementsprechend sollte man den Stoff nicht in Gewässer, Abwasser und Erdreich gelangen lassen.
Der Stoff darf nur für Fachkundige zugänglich aufbewahrt werden.